# Ги VII (граф Пентьевр)
Ги VII (фр. Guy de Bretagne или Guy VII de Limoges; 1287 — 27 марта 1331) — виконт Лиможа в 1314—1317 годах, граф Пентьевра с 1317 года. Второй сын герцога Бретани Артура II и Марии Лиможской.
Его брат герцог Бретани Жан III после женитьбы на Изабелле Кастильской передал ей виконтство Лимож. Ги отказался ратифицировать дарственную, так как сам претендовал на это владение. В 1314 году, учитывая то, что его брак был бездетным, Жан III пожаловал виконтство ему. Изабелла обратилась к папе, которой буллой от 1 сентября того же года призвал герцога вернуть ей Лимож, что и было сделано в 1317 году. Ги взамен получил графство Пентьевр.
Первым браком он был женат (1318 год) на Жанне д’Авогур, даме де Гоэлло. Дочь:
- Жанна де Пентьевр (1319—1384), графиня де Пентьевр, затем герцогиня Бретани, с 1337 года замужем за Шарлем де Блуа-Шатильон (1319—1364).

Овдовев, Ги VII женился на Жанне де Бельвиль, но в 1330 году папа аннулировал их брак.
После смерти Ги VII его права на герцогство Бретань перешли дочери.